# 土田ヒロミ
土田 ヒロミ（つちだ ひろみ、1939年12月20日 - ）は、日本の写真家。本名は宏美。男性。大阪芸術大学写真学科客員教授。ニコンサロン運営委員。

## 人物
福井県南条郡今庄町（現・南越前町）出身。福井県立武生高等学校、福井大学工学部卒。ポーラ化粧品本舗（現・ポーラ）の開発部に勤務しながら東京綜合写真専門学校に通う。1971年よりフリーとなる。東京綜合写真専門学校校長を務めた後、2000年より大阪芸術大学教授となる。
教え子に岡田敦など。
「人の群れ」に対して焦点をあてた写真を多く撮る。
代表作は『俗神』『砂を数える』『ヒロシマ』。　

## 経歴
- 1939年、福井県生まれ
- 1963年、福井大学工学部卒　ポーラ化粧品本舗入社、研究所勤務
- 1966年、東京綜合写真専門学校卒業
- 1971年、太陽賞受賞、ポーラ化粧品本舗退社、以後フリーランス
- 1971〜1996年、東京綜合写真専門学校教職
- 1978年、伊奈信男賞受賞
- 1986年、JCJ奨励賞　受賞
- 2000〜2013年、大阪芸術大学教授
- 2008年、土門拳賞受賞
- 2022年、日本写真協会賞　功労賞受賞